# Route nationale 31 (Guinée)
Pour les articles homonymes, voir Route nationale 31.
La Route nationale 31 (N31) est une route nationale en république de Guinée qui commence à Kissidougou à la sortie de la N1 et devient une route secondaire (N.1) à Kouroussa. Elle mesure 196 kilomètres de long.

## Tracé
- Kouroussa
- Ouassaya
- Siriaria
- Landi
- Albadaria
- Kissidougou